# Hirschkäfer Verlag
Der Hirschkäfer Verlag ist ein unabhängiger Verlag für Belletristik und Sachbuch, der 2007 vom Künstler und Autor Martin Arz in München gegründet wurde.

## Programm
Der Programmschwerpunkt des Hirschkäfer Verlags liegt bei Sachbüchern über München, speziell bei Büchern über einzelne Münchner Stadtviertel, die in Form und Inhalt wie klassische Reiseführer aufgebaut sind. Daneben veröffentlicht der Verlag zudem Krimis und in geringem Umfang Belletristik, auch hier mit Schwerpunkt München bzw. Bayern.

## Autoren
Zu den Autoren des Verlags gehören Matthias Kiefersauer, Toni Netzle, Oliver Pötzsch und Moses Wolff.

## Auszeichnungen
- Bayerns Beste Independent-Bücher für „Streetart München“ von Martin Arz, 2021[5]
- Verlagsprämie des Freistaats Bayern für „Die Nachgeherin“ von Stefan Dressler, 2021[6]
- Verlagsprämie des Freistaats Bayern für „Munich Sounds Better With You“ von Jens Poenitsch, 2022[7]

## Münchner Buchmacher
Der Hirschkäfer Verlag gehört seit 2017 zur Gruppe der Münchner Buchmacher. Die sieben unabhängigen Verlage (austernbank Verlag, edition tingeltangel, Morisken Verlag, Schillo Verlag, Franz Schiermeier Verlag, Susanna Rieder Verlag) kooperieren bei gemeinsamen Aktionen. Ihre Bibliodiversität stellen sie regelmäßig unter Beweis bei Veranstaltungen wie dem Indiebookday, der Münchner Bücherschau und dem „Markt der unabhängigen Verlage – Andere Bücher braucht das Land“ im Literaturhaus München als Teil des Literaturfestes München.
Die Münchner Buchmacher betrieben 2018/2019 und 2020/21 für jeweils sieben Monate einen Pop-up-Store im Münchner Rathaus. Das Ladenlokal nutzten sie als Buchhandlung, Veranstaltungsort für Lesungen, Konzerte und Workshops sowie als Galerie. Die Initiativen wurden vom „Kompetenzteam für Kultur- und Kreativwirtschaft der Landeshauptstadt München“ gefördert und für den Sales Award 2019 auf der Leipziger Buchmesse nominiert.

## Publikationen (Auswahl)

### Sachbücher
- Martin Arz: Altstadt & Lehel – Reiseführer für Münchner. München 2022, ISBN 978-3-940839-70-1.
- Moses Wolff, Gerti Guhl: Die Nacht ist nicht allein zum Schlafen da. München 2021, ISBN 978-3-940839-75-6.
- Matthias Kiefersauer: München, du mich auch! München 2021, ISBN 978-3-940839-76-3.
- Oliver Pötzsch: Auf den Spuren der Henkerstochter. München 2020, ISBN 978-3-940839-73-2.
- Martin Arz: Todsicheres München – Die spektakulärsten Kriminalfälle. München 2017, ISBN 978-3-940839-48-0.
- Bernd Mollenhauer: Jugendstil in München. München 2014, ISBN 978-3-940839-35-0.
- Al Herb: Sündiges München – Nachtszenen der Nachkriegszeit. München 2012, ISBN 978-3-940839-26-8.
- Toni Netzle: Mein Alter Simpl. München 2010, ISBN 978-3-940839-10-7.

### Belletristik
- Michael Pilzweger: Coke. München 2023, ISBN 978-3-940839-86-2.
- Jürgen Geiger: Nils – Bis alle tot sind. München 2022, ISBN 978-3-940839-79-4.
- Stefan Dressler: Das Fest der unschuldigen Kinder. München 2019, ISBN 978-3-940839-61-9.
- Florian Scherzer: Neubayern. München 2017, ISBN 978-3-940839-56-5.
- Ingrid Werner (Hrsg.): Mordsmäßig Münchnerisch – 20 Autoren, 20 Stadtteilkrimis & 20 Rezepte. München 2017, ISBN 978-3-940839-55-8.
- Martin Arz: Die wilde Reise des unfreien Hans S. München 2016, ISBN 978-3-940839-53-4.